# Tropopause
Tropopausen er overgangen imellem det nederste lag af atmosfæren troposfæren og den overliggende stratosfære. Det er i troposfæren, at vi finder vores vejr, da der her er et stort indhold af vanddamp.
Højden op til tropopausen er i Danmark ca. 10 km, men den varierer lidt hen over året, pga. temperaturændringer i troposfæren.
De store bygeskyer cumulonimbus når ofte helt op til tropopausen, hvor den flade amboltligende top på skyerne dannes. Det skyldes, at der ved tropopausen sker en temperaturændring, som standser opstigningen af luften i cumulonimbusskyen. Højden af en bygesky kan dermed give en idé om højden op til tropopausen.